# Saropogon bijani
Saropogon bijani är en tvåvingeart som beskrevs av Abbassian-lintzen 1964. Saropogon bijani ingår i släktet Saropogon och familjen rovflugor. Inga underarter finns listade i Catalogue of Life.